# A Complete Unknown
A Complete Unknown is een Amerikaanse biografische film uit 2024, geregisseerd en mede geschreven door James Mangold. De film is gebaseerd op het boek Dylan Goes Electric! Newport, Seeger, Dylan, and the Night That Split the Sixties van Elijah Wald uit 2015. De hoofdrol wordt vertolkt door Timothée Chalamet.

## Verhaal
De film volgt het leven en de carrière van muzikant Bob Dylan vanaf januari 1961, wanneer hij van Minnesota naar New York verhuist, tot zijn concert in 1965 op het Newport Folk Festival, wat resulteerde in de controverse over het gebruik van elektrische muziekinstrumenten.

## Rolverdeling
| Acteur            | Personage        |
| ----------------- | ---------------- |
| Timothée Chalamet | Bob Dylan        |
| Edward Norton     | Pete Seeger      |
| Elle Fanning      | Sylvie Russo     |
| Monica Barbaro    | Joan Baez        |
| Boyd Holbrook     | Johnny Cash      |
| Scoot McNairy     | Woody Guthrie    |
| Dan Fogler        | Albert Grossman  |
| Norbert Leo Butz  | Alan Lomax       |
| P.J. Byrne        | Harold Leventhal |
| Will Harrison     | Bob Neuwirth     |
| Eriko Hatsune     | Toshi Seeger     |
| Charlie Tahan     | Al Kooper        |
| Eli Brown         | Mike Bloomfield  |

## Productie
In januari 2020 werd aangekondigd dat James Mangold een biopic over Bob Dylan zou schrijven en regisseren, specifiek gericht op de controverse rond zijn overstap naar elektrische gitaren, met Timothée Chalamet als Dylan. De film was oorspronkelijk getiteld Going Electric.

### Filmopnames
In april 2023 kondigde Mangold aan dat de filmopnames waarschijnlijk in augustus 2023 in New York en Montréal zouden beginnen, maar de opnames werden in juli uitgesteld vanwege de SAG-AFTRA-staking van 2023. De filmopnames gingen uiteindelijk van start op 16 maart 2024. Er werd overal in New Jersey gefilmd, waarbij scènes die zich in New York afspelen, in Jersey City zouden worden gefilmd. De productie werd eind juni 2024 afgerond. De officiële trailer werd in oktober 2024 uitgebracht.

## Muziek
Volgens producer Fred Berger zingt Chalamet 40 Dylan-nummers in de film, terwijl hij ook gitaar en mondharmonica speelt. Alle optredens werden live opgenomen tijdens de opnames; Barbaro, Norton en Holbrook zongen en bespeelden ook hun eigen instrumenten.

## Release en ontvangst
A Complete Unknown ging op 10 december 2024 in première in het Dolby Theatre in Los Angeles, en ging op 25 december 2024 in première in de Amerikaanse bioscopen. De film werd in 2025 genomineerd voor acht Oscars.
De film kreeg overwegend positieve kritieken van de filmcritici, met een score van 74% op Rotten Tomatoes, gebaseerd op 66 beoordelingen.

### Kassaopbrengsten
A Complete Unknown ging in de Amerikaanse bioscopen in première naast The Fire Inside, Nosferatu en Babygirl met de verwachting van een bruto opbrengst in het vijfdaagse openingsweekend van 15 miljoen Amerikaanse dollars in 2500 bioscopen. De film bracht uiteindelijk 23 miljoen dollar op in zijn openingsweekend en eindigde daarmee op de zesde plaats aan de kassa.

## Prijzen en nominaties
De belangrijkste:
| Jaar | Prijs                   | Categorie                           | Genomineerde(n)                                                                   | Uitslag     |
| ---- | ----------------------- | ----------------------------------- | --------------------------------------------------------------------------------- | ----------- |
| 2025 | Academy Awards (Oscars) | Beste film                          | Beste film                                                                        | Genomineerd |
| 2025 | Academy Awards (Oscars) | Beste mannelijke hoofdrol           | Timothée Chalamet                                                                 | Genomineerd |
| 2025 | Academy Awards (Oscars) | Beste vrouwelijke bijrol            | Monica Barbaro                                                                    | Genomineerd |
| 2025 | Academy Awards (Oscars) | Beste mannelijke bijroll            | Edward Norton                                                                     | Genomineerd |
| 2025 | Academy Awards (Oscars) | Beste regisseur                     | James Mangold                                                                     | Genomineerd |
| 2025 | Academy Awards (Oscars) | Beste bewerkte scenario             | - Jay Cocks - James Mangold                                                       | Genomineerd |
| 2025 | Academy Awards (Oscars) | Beste geluid                        | - Tod A. Maitland - Donald Sylvester - Ted Caplan - Paul Massey - David Giammarco | Genomineerd |
| 2025 | Academy Awards (Oscars) | Beste kostuumontwerp                | Arianne Phillips                                                                  | Genomineerd |
| 2025 | Golden Globes           | Beste film - drama                  | Beste film - drama                                                                | Genomineerd |
| 2025 | Golden Globes           | Beste acteur in een film - drama    | Timothée Chalamet                                                                 | Genomineerd |
| 2025 | Golden Globes           | Beste mannelijke bijrol in een film | Edward Norton                                                                     | Genomineerd |